# Ignacio Darío Irigoyen
Ignacio Darío Irigoyen (Buenos Aires, 1 de abril de 1854 - Buenos Aires, 3 de noviembre de 1919) fue un funcionario y político argentino, que ejerció como gobernador de la provincia de Buenos Aires entre 1906 y 1910.

## Biografía
Estudió derecho en la Universidad de Buenos Aires, aunque no llegó a graduarse.
Participó en la revolución de 1874, pese a lo cual era considerado amigo personal del vicepresidente Adolfo Alsina. También participó en la revolución de 1880, por la que fue arrestado.
Adhirió de forma entusiasta a la fundación de la ciudad de La Plata como sede del gobierno de la provincia de Buenos Aires, y ejerció varios cargos en la administración provincial. Ocupó varios cargos secundarios, pero también algunos de mayor importancia, tales como Jefe del Departamento de Patentes y Marcas, y subdirector de la Dirección Provincial de Rentas. Fue uno de los fundadores del Club de Gimnasia y Esgrima La Plata.
En 1892 fue Ministro de Hacienda de la Provincia de Buenos Aires, para ser más tarde oficial mayor del Ministerio de Hacienda de la Nación, y Tesorero General de la Nación.
En 1902, el gobernador Marcelino Ugarte legó al poder como candidato de los "Partidos Unidos", una alianza entre los pellegrinistas del  Partido Autonomista liderados por Vicente Casares, algunos hombres del Partido Autonomista Nacional que lideraba el senador Benito Villanueva, la fracción de la Unión Cívica Radical que había seguido a Bernardo de Irigoyen y una pequeña fracción de dirigentes de la Unión Cívica Nacional que no se habían unido al Partido Republicano. Ignacio Irigoyen formaba parte de esa coalición y fue elegido diputado nacional en 1904. El propio gobernador Ugarte lo propuso como candidato a gobernador, logrando el triunfo ante otras tendencias, todas separadas del PAN.
Irigoyen asumió la gobernación el 1 de mayo de 1906. Al año siguiente, por influencia del presidente José Figueroa Alcorta, cambió el nombre de la coalición de partidos que lo apoyaba, por el de Partido Conservador, con lo que desaparecieron definitivamente el PAN, la UCN y la fracción disidente de la UCR. Sus alianzas cambiaron repetidamente: apoyó a Ugarte y a Figueroa Alcorta cuando éstos fueron aliados; cuando se enfrentaron, apoyó primero al presidente, luego se pasó a la oposición y finalmente terminó arreglando sus diferencias con Figueroa Alcorta.
Construyó varios de los edificios públicos de la capital de la provincia, como el jardín zoológico de La Plata. y la Residencia de la Casa de Gobierno provincial, que fue inaugurada por su sucesor.
Durante su mandato se construyeron varios ramales trenes provinciales de trocha angosta: la Compañía General de Ferrocarriles en la Provincia de Buenos Aires, de capital francés, tuvo ramales que llegaron desde Buenos Aires a La Plata, a Nueve de Julio y a Rosario; más tarde se construirían ramales a Vedia y General Villegas. Se inició la construcción del Ferrocarril Provincial de Buenos Aires hacia Saladillo. El Ferrocarril Midland de Buenos Aires llegó hasta las cercanías de Chivilcoy.
Un decreto del gobierno de Irigoyen fundó el pueblo de Divisadero, para cabecera del partido del Tuyú; hoy en día, el pueblo se llama General Madariaga, al igual que el partido.
Tras dejar su cargo de gobernador, fue elegido senador nacional, llegando en 1919 a ser vicepresidente del Senado de la Nación Argentina, liderando la oposición al presidente Hipólito Yrigoyen. Falleció pocos meses después de dejar su cargo, en noviembre del mismo año.
Su bisnieta Inés Pertiné fue la esposa del expresidente argentino Fernando de la Rúa.